# Sofija Tołstoj
Sofija Andriejewna Tołstoj z domu Bers, także Zofia Tołstoj , Sofia Tołstoj (ros. София Андреевна Толстая [Берс]; ur. 10 sierpnia?/22 sierpnia 1844 w Moskwie, zm. 4 listopada 1919 w Jasnej Polanie) – rosyjska pisarka, biografka. Żona pisarza hrabiego Lwa Tołstoja, wydawczyni jego dzieł oraz biografii ich życia i pracy literackiej, twórczyni muzeum męża w Jasnej Polanie.

## Wybrana twórczość
- Pamiętniki (ros. Dniewniki)[4][5] – w Polsce wydana po raz pierwszy w 1968 przez Wydawnictwo Literackie; polskie tłumaczenie Maria Leśniewska.

## Sofija Tołstoj w filmie
W 2009 odbyła się premiera filmu Ostatnia stacja w reżyserii Michaela Hoffmana (na podstawie powieści Jaya Parini). W rolę Sofjii wcieliła się Helen Mirren.